# Майбородовский сельский совет (Кременчугский район)
Майбородовский сельский совет (укр. Майбородівська сільська рада) — входит в состав
Кременчугского района
Полтавской области
Украины.
Административный центр сельского совета находится в 
с. Майбородовка.

## Населённые пункты совета
- с. Майбородовка
- с. Мирное
- с. Писарщина